# حصان أبيض (أغنية)
حصان أبيض أو وايت هورس (بالإنجليزية: White Horse)‏ أغنية للفنانة الأمريكية تايلور سويفت. كانت «حصان أبيض» ثاني أغنية منفردة تطلقها الفنانة من ألبومها جريئة.
لقيت الأغنية استحساناً من النقاد، وفازت الأغنية جائزتي غرامي لأفضل أغنية كاونتري وأفضل أداء صوتي لأغنية كاونتري من قبل فنانة.
تحوي الأغنية القليل من تأثير البالاد مدعومة بالبيانو. وتتحدث الأغنية عن فتاة رفضت في علاقة، وتستخدم تعابير القصة الخيالية المثالية خاصة عندما تشبه حبيبها السابق بأنه أمير يمتطي حصاناً أبيض اللون.

## الفيديو كليب
يبدأ الكليب بتايلور وهي مستندة إلى حائط باكية. في ومضة للماضي، حبيبها يحاول الاتصال بها من أجل من أجل التوسل لإعطائه فرصة ثانية، لكنها لا تستجيب. 
يقدم الفيديو بعد ذلك الزوج في علاقة مراهقة سعيدة. بعد ذلك تخبر تايلور صديقتها كم هو رائع الشاب الذي تواعده، وأنه أفضل شيء قد حصل لها يوماً. لا تشاركها صديقتها الحماس ذاته وتقول لتايلور: «هناك شيء يجب أن تعرفيه بشأنه». وكان ذلك الشيء هو أن الشاب كان في علاقة أخرى مع فتاة لسنين. تذهب سويفت بعد ذلك إلى منزل صديقها لترى صديقته هناك؛ تغادر المنزل غاضبة بينما يحاول حبيبها أن يشرح لها. في النهاية يطلب الشاب من تايلور فرصة أخرى، مظهراً أنه ترك حبيبته تلك. تعترف تايلور بأنها لا تزال تحبه، لكنها لا تقبل بالعودة له؛ بعد قطعها للاتصال، تنهار سويفت.